# 영웅시대 (1985년 드라마)
《영웅시대》는 MBC에서 1985년 6월 24일부터 1985년 6월 27일까지 방영된 6.25 특집 드라마이다.
이 드라마는 3억 5천만 원의 제작비와 5천여 명의 인원을 동원하여 제작되었으며, 좌경 지식인이 8.15해방으로부터 6.25까지 공산주의 체제 속에서 겪는 내면적 갈등과 좌절, 그리고 그의 일가족이 겪는 전쟁의 고뇌를 그린 반공 드라마이다.

## 등장 인물
- 현석 : 이동영 역[2]
- 이혜숙 : 이동영의 아내 역[2]
- 김영애 : 안나타샤 역[2]
- 김용림
- 정욱
- 한인수
- 김용건
- 김동현
- 박은수
- 박규채
- 문영수
- 박용팔
- 박영지
- 권성덕
- 임현식
- 남영진
- 윤철형
- 홍성민
- 이동신
- 송경철
- 최항석
- 강미
- 윤석오
- 김동주
- 이문수
- 김지숙
- 차윤회
- 신충식
- 남포동
- 홍춘길
- 김기종
- 국정환
- 박종관
- 이원용
- 강석란
- 정성모